# 鈴木静夫 (フィリピン政治史学者)
鈴木静夫（すずき しずお、1932年-2003年 ）は、日本のジャーナリスト、フィリピン政治史学者。

## 人物・来歴
静岡県生まれ。1957年南山大学文学部卒、58年名古屋大学経済学部中退、毎日新聞社入社、バンコク特派員、外信部副部長、1979年京都大学東南アジア研究センター助手、助教授、1987年静岡県立大学国際関係学部教授、97年米国ミシシッピー州立大学客員教授。98年『物語フィリピンの歴史』で山本七平賞・推薦賞受賞。フィリピン現代政治史専攻。

## 著書
- 『愛憎 変革の東南ア 特派員の目』毎日新聞社, 1977.3
- 『物語フィリピンの歴史 「盗まれた楽園」と抵抗の500年』(中公新書) 1997.6

### 共編著
- 『神聖国家日本とアジア 占領下の反日の原像』横山真佳共編著. 勁草書房, 1984.8
- 『フィリピンの事典』 (東南アジアを知るシリーズ) 早瀬晋三共編. 同朋舎出版, 1992.4

### 翻訳
- 『中国人の見た中国・日本関係史 唐代から現代まで』中国東北地区中日関係史研究会編, 高田祥平共編訳. 東方出版, 1992.12
- ニック・ホアキン『アキノ家三代 フィリピン民族主義の系譜』(東南アジアブックス フィリピンの社会） 訳著. 井村文化事業社, 1986.1